# گورنی دراگوئیچا
گورنی دراگوئیچا (به لاتین: Gorni Dragoycha) یک منطقهٔ مسکونی در بلغارستان است که در شهرستان دریانوو واقع شده‌است.